# Lamento (Film)
Lamento ist ein deutscher Spielfilm aus dem Jahr 2007, der nach einem Original-Drehbuch von René Sydow und Daniel Hedfeld entstand. Regie führten René Sydow und Daniel Hedfeld, produziert wurde der Film von Ulrike Lettermann und Ruben Silberling.

## Handlung
Das Verschwinden der jungen Eva stürzt eine gesamte Dorfgemeinschaft ins Unglück. Der katholische Priester Simon Bress steht mit einem Mal vor den Trümmern seines Glaubens. Thomas Reitz, Polizist im Ort und Vater des Opfers, gerät an den Rand der Belastbarkeit, als er auf eigene Faust im Fall seiner Tochter ermittelt. Das Verhältnis zu seiner Frau Christiane zerbricht am Fehlen der Tochter, deren Existenz allein das fragile Familiengefüge zusammengehalten hat. Immer tiefer wird der Pfarrer, wie auch sein Bruder Christoph und seine Nichte Katharina, in ein Verbrechen verstrickt, in dessen Strudel aus Schuld und Gewalt zwei Familien unterzugehen drohen...

## Der Kontext
Sozial- und gesellschaftskritisch beleuchtet dieses Drama die menschlichen Abgründe. Lamento stellt blinde Ergebenheit und Folgsamkeit in Frage. Eine kleine Gemeinde, die sich ein Regelwerk aus vermeintlichen Werten und Normen aus Religion und einer scheinbaren Ethik erschaffen hat, zerbricht eben an diesem und steht sinnbildlich für eine gegenwärtige Gesellschaft, die sich in weiten Teilen durch Doppelmoral und Scheinheiligkeit identifiziert.

## Hintergründe
Der Film Lamento basiert auf einer Idee von Daniel Hedfeld und René Sydow. Produziert wurde er von Ulrike Lettermann (Greedy Me Productions) und Ruben Silberling (BigBearFilm). Gemeinsam mit den Produktionsleiterinnen Verena Stiller und Viola Tellmann und den Aufnahmeleitern Philipp Wittmann und Reza Samiei reichten sie ihn als Abschlussarbeit ihres Studiums ein und wurden mit Bestnoten bedacht.

## Produktion und Veröffentlichung
Im Jahr 2007 war Lamento im Rahmen des 18. Internationalen Filmfests Emden/Norderney für den NDR-Nachwuchspreis nominiert und auf dem 1. Hachenburger Filmfest für den Nachwuchspreis „Der junge Löwe“, 2008 wurde der Film beim Newport International Film Festival aufgeführt.
Es folgten bis 2009 Sneak-Previews und reguläre Kino-Vorführungen im Bundesgebiet.
Am 18. November 2010 fand die DVD-Veröffentlichung bei dem Label Renaissance Medien, Berlin, in der Reihe „Neue Deutsche Filme“ statt.